# مانويل تشافيس غونزاليس
مانويل تشافيس غونزاليس (بالإسبانية: Manuel Chaves)‏ هو نقابي وسياسي إسباني، ولد في 7 يوليو 1945 في سبتة في إسبانيا. حزبياً، نشط في حزب العمال الاشتراكي الإسباني.

## مناصب
- في الانتخابات العامة الإسبانية 1977 [الإنجليزية]‏، انتخب عضو مجلس النواب الإسباني  [لغات أخرى]‏ عن دائرة قادس [الإنجليزية]‏ خلال فترته النيابية  [لغات أخرى]‏ (2 يوليو 1977 – 2 يناير 1979).
- في الانتخابات العمومية الإسبانية 2011 [الإنجليزية]‏، انتخب عضو مجلس النواب الإسباني  [لغات أخرى]‏ عن دائرة قادس [الإنجليزية]‏ خلال فترته النيابية  [لغات أخرى]‏ (2 ديسمبر 2011 – 2 يوليو 2015).
- في الانتخابات العامة الإسبانية 1989 [الإنجليزية]‏، انتخب عضو مجلس النواب الإسباني  [لغات أخرى]‏ عن دائرة قادس [الإنجليزية]‏ خلال فترته النيابية  [لغات أخرى]‏ (16 نوفمبر 1989 – 12 يونيو 1990).
- في الانتخابات العمومية الإسبانية 1986 [الإنجليزية]‏، انتخب عضو مجلس النواب الإسباني  [لغات أخرى]‏ عن دائرة قادس [الإنجليزية]‏ خلال فترته النيابية  [لغات أخرى]‏ (9 يوليو 1986 – 2 سبتمبر 1989).
- في الانتخابات العمومية الإسبانية 1982 [الإنجليزية]‏، انتخب عضو مجلس النواب الإسباني  [لغات أخرى]‏ عن دائرة قادس [الإنجليزية]‏ خلال فترته النيابية  [لغات أخرى]‏ (11 نوفمبر 1982 – 15 يوليو 1986).
- في الانتخابات العمومية الإسبانية 1979 [الإنجليزية]‏، انتخب عضو مجلس النواب الإسباني  [لغات أخرى]‏ عن دائرة قادس [الإنجليزية]‏ خلال فترته النيابية  [لغات أخرى]‏ (15 مارس 1979 – 31 أغسطس 1982).
- انتخب Minister of Territorial Policy ‏ (20 أكتوبر 2010 – 21 ديسمبر 2011).
- انتخب رئيس مجلس أندلوسيا [الإنجليزية]‏ (27 يوليو 1990 – 7 أبريل 2009).
- انتخب عضو برلمان أندلوسيا.
- انتخب Minister of Territorial Policy ‏ (7 أبريل 2009 – 20 أكتوبر 2010).
- انتخب النائب الثاني لرئيس مجلس الوزراء [الإنجليزية]‏ (11 يوليو 2011 – 21 ديسمبر 2011).